# Selago galpinii
Selago galpinii är en flenörtsväxtart som beskrevs av Rudolf Schlechter. Selago galpinii ingår i släktet Selago och familjen flenörtsväxter. Inga underarter finns listade i Catalogue of Life.